# Papiro 70
O Papiro 70 ({\displaystyle {\mathfrak {P}}}70) é um antigo papiro do Novo Testamento que contém fragmentos dos capítulos dois, onze, doze e vinte e quatro do Evangelho de Mateus (2:13-16; 2:22-3:1; 11:26-27; 12:4-5; 24:3-6.12-15).
- P. Oxy. 2384